# Pays d'Oaș
Le Pays d'Oaș (prononcer comme le mot anglais wash, roumain : Țara Oașului, hongrois : Avasság, l'appellation en hongrois ayant amené à la traduction Vallée d'Avas ou Pays d'Avas) est une petite région historique et ethnographique roumaine d'environ 755,30 km2, située dans la partie Nord-Ouest du județ de Satu Mare, à 50 km du chef-lieu Satu Mare. La capitale du Pays d'Oaș est Negreşti.

## Historique
Aux XIVe et XVe siècles la couronne hongroise reconnaît le pays d'Oaș comme « valachie » (oláhország) régie par les joupans locaux  valaques selon le « droit valaque » (jus valachicum, garanti par une charte des privilèges de 1383).
Le pays d'Oaș a toujours été rattaché au comitat de Szatmár auquel a succédé en 1918 le județ roumain de Satu-Mare, mais comme une entité à part, bien individualisée et semi-autonome, où il n'y avait pas de servage, ce dont les habitants perpétuent fièrement la mémoire. Cette tradition s'est manifestée pendant la Seconde Guerre mondiale et ensuite durant la dictature communiste, par des mouvements locaux de résistance armée, d'abord antifasciste, contre le régime Horthyste (institué l'été 1940 par le deuxième arbitrage de Vienne et ayant duré jusqu'en 1944), ensuite anticommuniste contre le régime communiste (jusque vers 1952).
Par la suite, le pays d'Oaș a longtemps été relativement isolé, non-électrifié et à l'écart du tourisme dont bénéficiait le Maramureș voisin auquel il a pourtant été, de 1952 à 1975, administrativement rattaché. En revanche, il est devenu pour les ethnographes roumains un véritable conservatoire des arts et des traditions populaires. Après la révolution de 1989 et la chute du régime communiste, il s'est rapidement développé, notamment en matière d'offre touristique, tout en restant axé sur le patrimoine et les traditions locales.

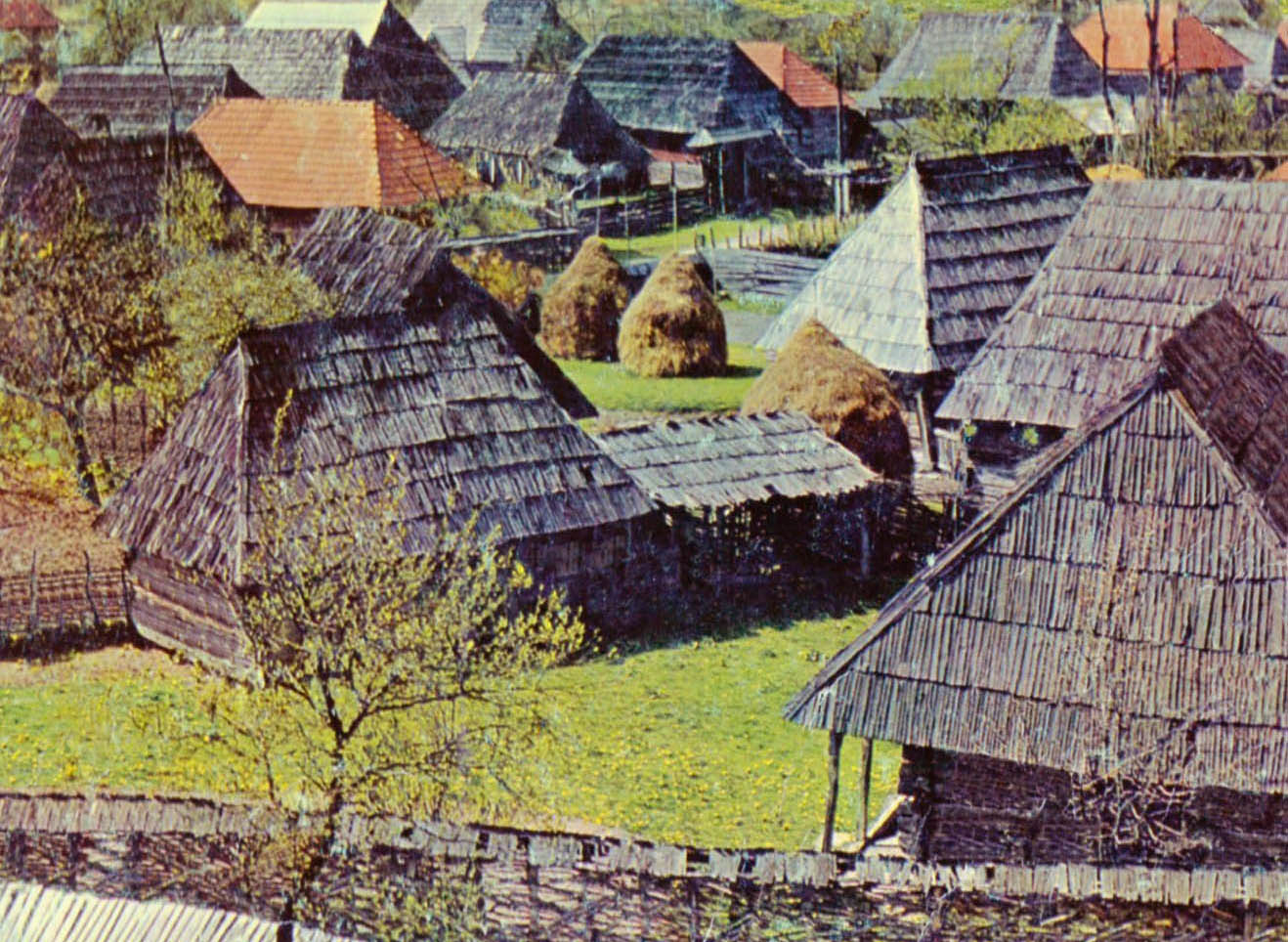
Quartier traditionnel de Negrești, 2008

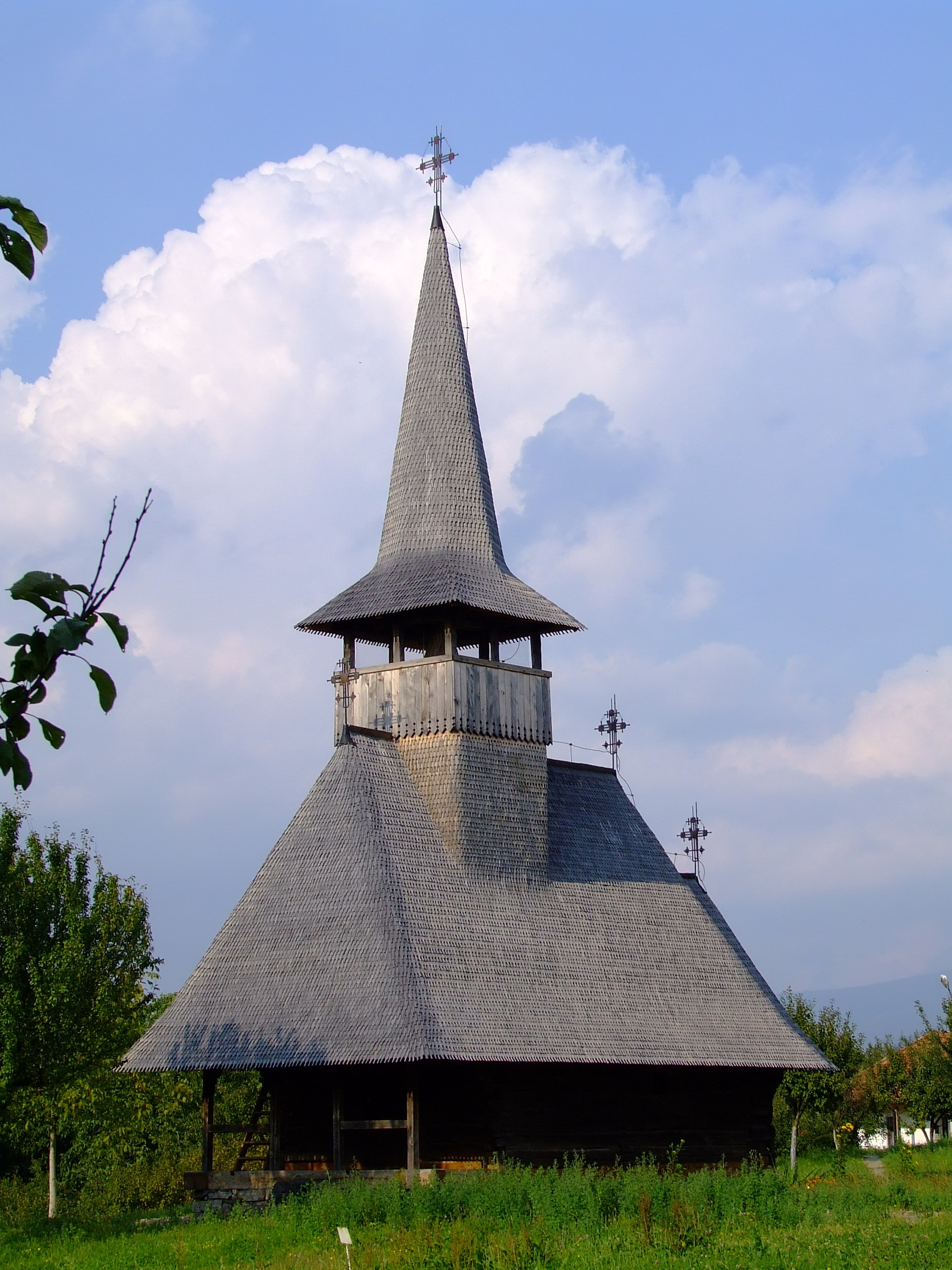
Église en bois dans Lechința, musée du Pays d'Oaș, 2008

## Communes et villages
La Pays d'Oaș comprend les communes et les villages suivants :
- Orașu Nou (commune) avec : Prilog, Racșa, Remetea Oașului et Orașu Nou-Vii (villages)
- Certeze (commune) avec : Huta Certeze et Moișeni (villages)
- Vama (commune) avec: Vama Băi (village)
- Călinești-Oaș (commune) avec : Lechința, Pǎșunea Mare, Coca et Dumbrava (villages)
- Târșolț (commune) avec : Aliceni (village)
- Bixad (commune) avec : Trip Băi, Boinești, Bixad (villages)
- Cămărzana (commune) avec : Cămărzana (village)

## Personnalités
- Mihai Féher (Albu), archiprêtre et doyen de l'Oaș[3]
- Natalia Lazăr, directrice de la Maison de la Culture à Negrești-Oas[3]
- Mihai Pop (n. 12 novembre 1936 Chiuzbaia - m. 2004), médecin[3]
- Vasile Pop-Negreșteanu, peintre[3]
- Maria Tripon, professeur, interprète et ambassadeur de la musique populaire du pays d'Oaș[3]
- Ion Țânțaș, professeur et poète[3]

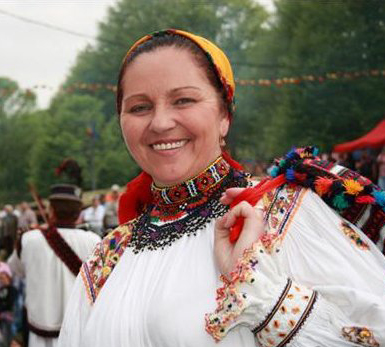
La chanteuse populaire Maria Tripon
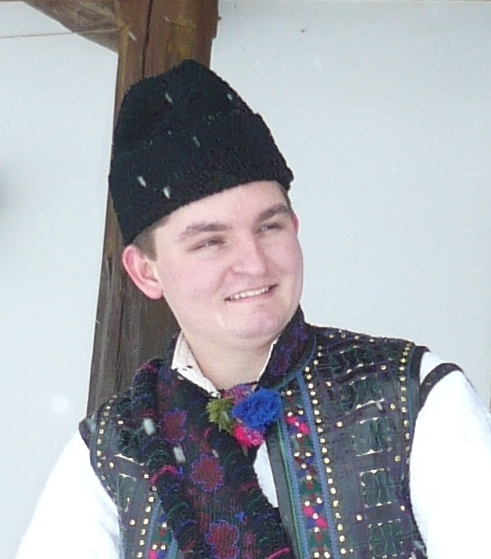
Le poète-chanteur Ionuț Silaghi din Oaș